# Trixon

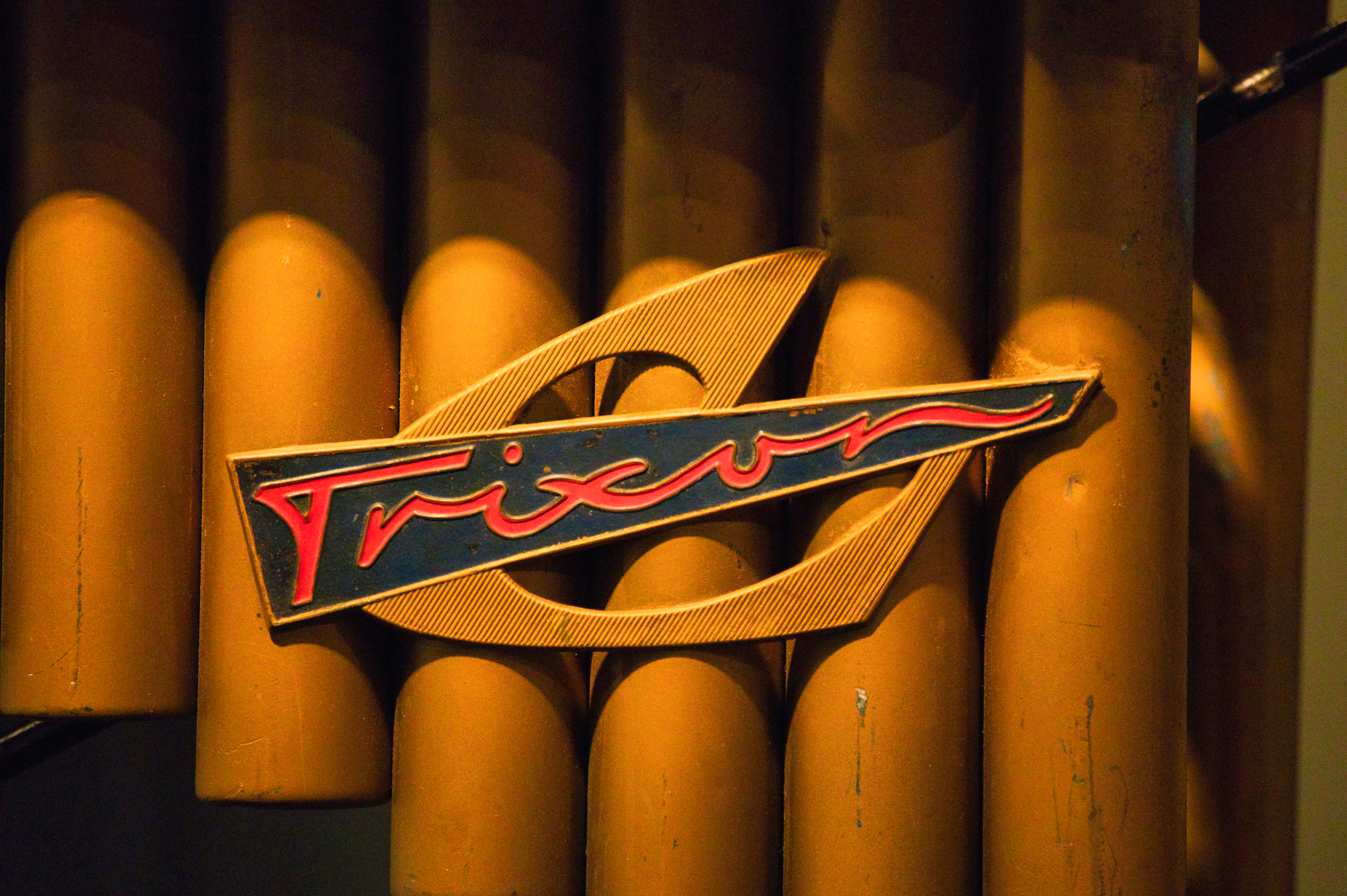
Das Firmenlogo von Trixon an einem Vibraphon

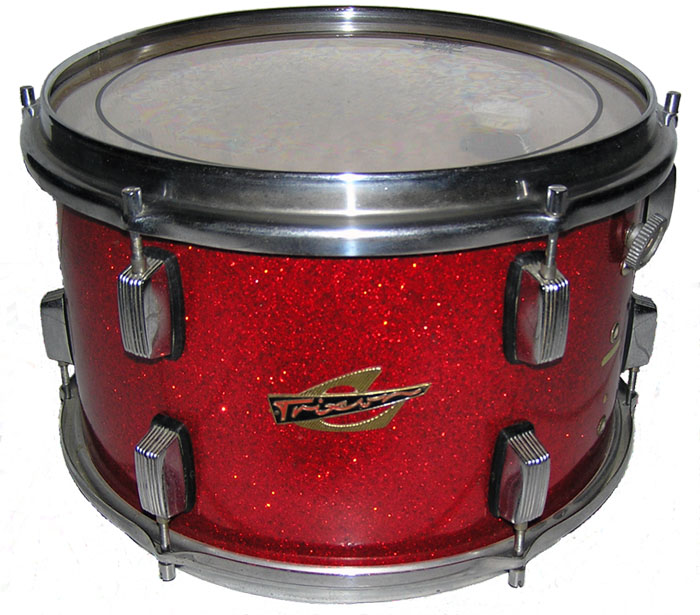
13 Zoll Trixon Luxus 0/200 TomTom von 1963/64

Trixon war einer der deutschen Hersteller von Schlaginstrumenten, neben Sonor, Tromsa, Deri/Rimmel. Die Firma wurde am 18. September 1947 von Karl-Heinz Weimer in Hamburg gegründet. Das Werk befand sich in Bramfeld. Hauptsächlich stellte Trixon Schlagzeuge her. Aber auch Vibraphone, Xylophone und Bongos gehörten in das Sortiment.
Durch viele innovative Ideen, die sich in unzähligen durch Karl-Heinz Weimer angemeldeten Patenten widerspiegelten, die auch heute noch im Schlagzeugbau Verwendung finden, gelang es Trixon innerhalb von kurzer Zeit zu Weltruhm aufzusteigen.
Anfang der 1970er Jahre stellte die Firma die Produktion ein, da der Firmengründer aufgrund von Importen aus dem asiatischen Raum seine Produkte als nicht mehr konkurrenzfähig einstufte. Weimer betrieb ebenfalls das bekannte Geschäft „Music City“ auf der Hamburger Reeperbahn. Auch lange nach der Trixon Produktionseinstellung wurde hier noch Trixon verkauft.

## Details
Wie alle deutschen Hersteller (siehe auch Sonor, Tromsa) verwendete Trixon geriffelte Rohre als Tomhalterungen. Ebenso wurden Schlitzspannschrauben eingesetzt, die auch ein Stimmen ohne Stimmschlüssel möglich machten. Einzig bei Trixon waren die Spannböckchen nicht direkt am Kessel angebracht, sondern darunter mit Zwischeneinlegung abgedämmt – siehe auch Foto.
Die ovalen Bass Drums waren zwar außergewöhnlich, aber nicht besonders sinnvoll. Insoweit hatten auch andere Hersteller dies nicht übernommen, im Gegensatz zu sonstigen Neuheiten, die sehr schnell auch bei anderen Herstellern einflossen. Auch Rimmel versuchte sich erfolglos mit einer verwandten Konstruktion. Wenn diese Bass Drum mit 2 Pedalen ausgerüstet wurde, gab es einerseits unterschiedliche Klangbereiche und die Stimmung war erschwert. Andererseits konnte man damit nicht „Doublebass“ spielen, weil die Snare an der ursprünglichen Stelle links daneben aufgebaut blieb. So war das zweite Pedal gar nicht zu erreichen.
Die Toms waren, entgegen der Spielreihenfolge, fest an einem Stangengerüst auf der Bass Drum montiert, an deren Ende ein kleines Tom stand, daneben wiederum das große Stand Tom.
Trixon experimentierte viel, während sich beispielsweise Sonor darauf konzentrierte die Produkte zu verbessern und hohe Qualität zu liefern, bei Angeboten in verschiedenen Preiskategorien.

## Produkte und Preise von 1968
| Schlagzeug-Modell (Preise ohne Becken) | DM       | €        |
| -------------------------------------- | -------- | -------- |
| Konisches Drums Modell 2000            | 2.154,50 | 1.101,58 |
| Speedfire 0/700                        | 2.683,50 | 1.372,05 |
| Speedfire 0/700-I                      | 2.420,00 | 1.237,33 |
| Speedfire 0/700-II                     | 2.684,00 | 1.372,31 |
| Trixon-Luxus 0/200                     | 2.024,50 | 1.035,11 |
| Trixon-Solist 0/300                    | 1.910,50 | 976,82   |
| Trixon-Swing 0/400                     | 1.542,50 | 788,67   |

| Vibraphon-Modell               | DM       | €        |
| ------------------------------ | -------- | -------- |
| Trixon-harp Tone-Master        | 2.485,00 | 1.270,56 |
| Elektr. Vibraphone „Vibratron“ | 4.450,00 | 2.275,25 |

## Trixon Speedfire

### Modell „Speedfire 0/700“
Das Trixon Speedfire 0/700 besteht aus einer ovalen Basstrommel mit einer daran angebrachten Halterung für 5 TomToms, die im Gegensatz zu anderen Schlagzeugen von links nach rechts gespielt heller klingen. Ferner hat dieses ein Stand-TomTom und eine Snaredrum.

### Modell „Speedfire 0/700-I“
Dieses Modell besteht aus einer ovalen Basstrommel, einem Stand-TomTom (Durchmesser 40,6 cm, Tiefe 40 cm), einem TomTom (Durchmesser 33 cm, Tiefe 23 cm) und einer Snaredrum.

### Modell „Speedfire 0/700-II“
Dieses Modell besteht aus einer ovalen Basstrommel, einem Stand-TomTom (Durchmesser 40,6 cm, Tiefe 40 cm), zwei TomToms und einer Super-Metall-Chrom Snaredrum (Durchmesser 35,4 cm, Tiefe 13 cm).

## Vox
Für den US-amerikanischen Markt wurden von Trixon Schlagzeuge unter der Bezeichnung Vox produziert.

## Vintage
Trixon gehört zu den beliebtesten Vintage-Marken. Gut erhaltene Speedfire-Sets werden unter Liebhabern im Preisbereich von 1.500–2.000 € gehandelt. Selbst das am häufigsten gebaute Set Luxus 0/200 erzielt Preise von rund 700 €. Insbesondere erzielt seltene und guterhaltene Hardware ebenfalls sehr hohe Preise.

## Berühmte Trixon Schlagzeuger
- Lionel Hampton
- Charlie Watts (Rolling Stones)
- Ringo Starr (Beatles)
- Pete York (Spencer Davis Group)
- Davy De Decker (Sunpower, The Beezzz)